# Hinarani de Longeaux
 (octobre 2013).
Pour les articles homonymes, voir Longeaux (homonymie).
Hinarani de Longeaux, née le 12 juin 1990 à Papeete (Polynésie française), est un mannequin français, Miss Tahiti 2012, 1re dauphine de Miss France 2013 et représentante de la France à l'élection de Miss Univers 2013.

## Biographie
En 2007, alors âgée de 17 ans, Hinarani de Longeaux remporte le concours Marilyn Agency 2007 puis elle part à Paris. Pendant cinq ans, elle exerce le métier de mannequin à l'étranger. Par la suite, elle devient assistante de direction chez EasyTahiti.com.
Le 23 juin 2012, elle est élue Miss Tahiti 2012 et représente son île natale au concours de Miss France.
Le 8 décembre 2012, elle devient 1re dauphine de Miss France 2013 Marine Lorphelin, avec 23,94 % des voix des téléspectateurs.
Durant l'été 2013, elle participe au jeu Fort Boyard sur France 2 aux côtés de Miss France 2013 Marine Lorphelin, de Sophie Garénaux (Miss Nord-Pas-de-Calais) 2012 et (2e dauphine), Lætitia Bléger (Miss France 2004), Jean-Michel Maire et Jérémy Ferrari.
Le 9 novembre 2013, elle a représenté la France à l'élection de Miss Univers 2013, où elle a terminé 17e, manquant de peu le top 16.
Elle a été attachée parlementaire du sénateur polynésien Richard Tuheiava.

## Famille
Née le 12 juin 1990 à Papeete (Polynésie française), Hinarani est la fille de Xavier de Longeaux et de Maïma Hunter. La famille de Longeaux, originaire de Lorraine, anoblie en 1698, fait partie des familles subsistantes de la noblesse française.
En 2014, les médias révèlent son idylle avec le surfeur français Jérémy Flores. En novembre 2017, le couple annonce attendre son premier enfant par le biais d'un cliché posté sur les réseaux sociaux. C'est ainsi qu'ils deviennent les parents d'une fille nommée Hinahei l'année suivante. Le couple annonce en 2021 attendre un deuxième enfant; leur garçon Kai, nait le 8 novembre de la même année.